# Blommenholm
Blommenholm là một làng nằm ở Na Uy.